# Regierung Townshend

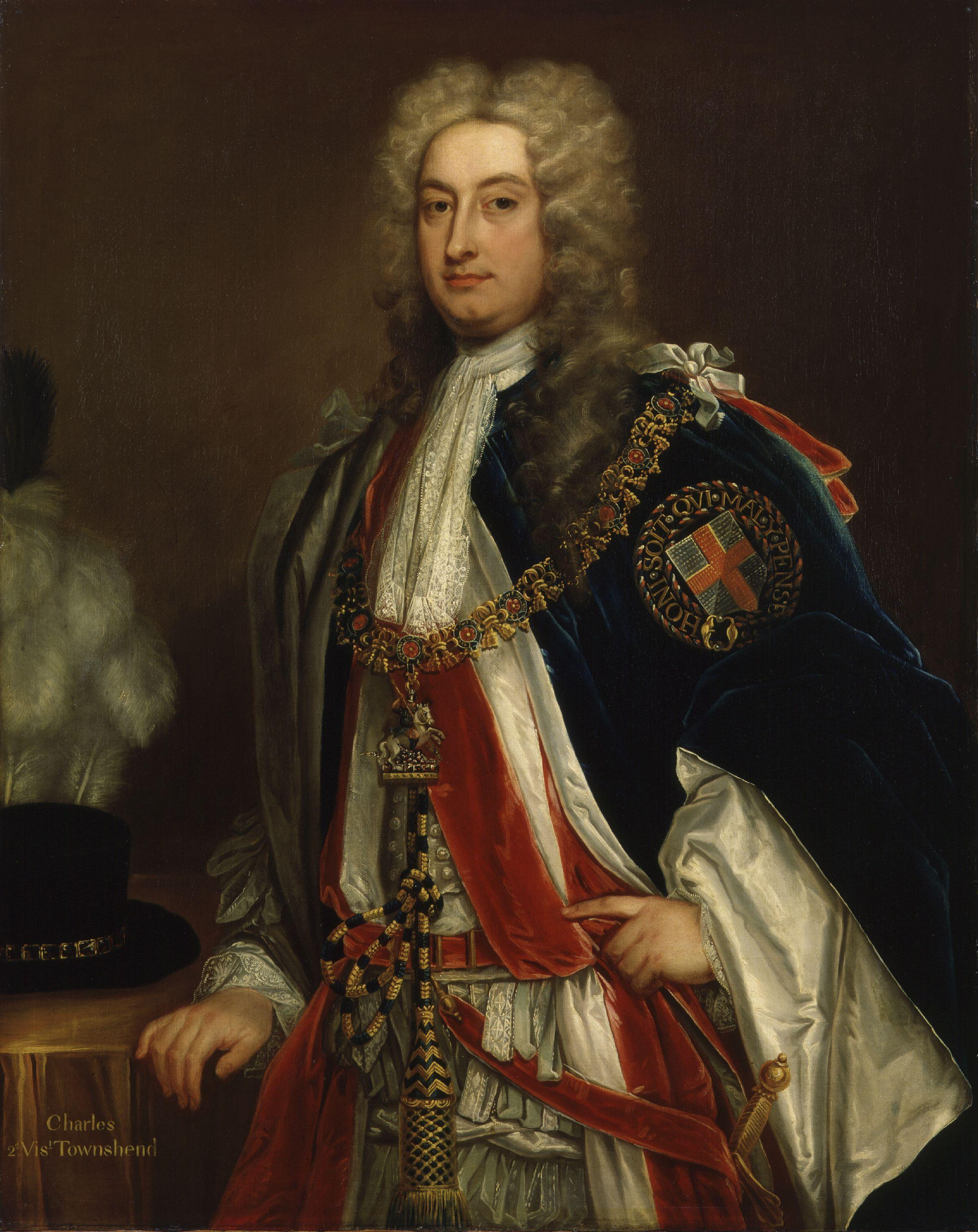
Charles Townshend, 2. Viscount Townshend war zwischen 1714 und 1716 Staatssekretär für den Norden

Die Regierung Townshend bestand im Königreich Großbritannien vom 17. September 1714 bis zum 12. April 1717. Es wurde nach dem Secretary of State for the Northern Department Charles Townshend, 2. Viscount Townshend von den Whig benannt, da das Amt des Premierministers zu diesem Zeitpunkt noch nicht bestand.

## Kabinettsmitglieder
Dem Kabinett gehörten folgende Mitglieder an:
| Amt                           | Amtsinhaber | Beginn der Amtszeit                                | Ende der Amtszeit                               |
| ----------------------------- | --- | -------------------------------------------------- | ----------------------------------------------- |
| Staatssekretär für den Norden | Charles Townshend, 2. Viscount Townshend                                                                             | 17. September 1714                                 | 12. Dezember 1716                               |
| Lordkanzler                   | William Cowper, 1. Baron Cowper                                                                                      | 21. September 1714                                 | 12. April 1717                                  |
| Erster Lord des Schatzamtes   | Charles Montagu, 1. Earl of Halifax Charles Howard, 3. Earl of Carlisle Robert Walpole                               | 13. Oktober 1714 23. Mai 1715 10. Oktober 1715     | 19. Mai 1715 10. Oktober 1715 12. April 1717    |
| Lordsiegelbewahrer            | Thomas Wharton, 1. Marquess of Wharton Charles Spencer, 3. Earl of Sunderland Evelyn Pierrepont, 1. Duke of Kingston | September 1714 2. September 1715 19. Dezember 1716 | 12. April 1715 19. Dezember 1716 12. April 1717 |
| Lordpräsident des Rates       | Daniel Finch, 2. Earl of Nottingham William Cavendish, 2. Duke of Devonshire                                         | 22. September 1714 6. Juli 1716                    | 28. Februar 1715 30. März 1717                  |
| Staatssekretär für den Süden  | James Stanhope Paul Methuen                                                                                          | 27. September 1714 22. Juni 1716                   | 22. Juni 1716 10. April 1717                    |
| Schatzkanzler                 | Richard Onslow Robert Walpole                                                                                        | 13. Oktober 1714 12. Oktober 1715                  | 12. Oktober 1715 12. April 1717                 |
| Generalfeldzeugmeister        | John Churchill, 1. Duke of Marlborough                                                                               | 4. Oktober 1714                                    | 12. April 1717                                  |
| Generalzahlmeister            | Robert Walpole Henry Clinton, 7. Earl of Lincoln                                                                     | September 1714 17. Oktober 1715                    | 17. Oktober 1715 12. April 1717                 |
| Lordleutnant von Irland       | Charles Spencer, 3. Earl of Sunderland                                                                               | 4. Oktober 1714                                    | 13. Februar 1717                                |